# Valkjärvi (sjö i S:t Michel, Södra Savolax)
Valkjärvi är en sjö i kommunen S:t Michel i landskapet Södra Savolax i Finland. Arean är 40 hektar och strandlinjen är 3,68 kilometer lång. Sjön  ingår i Vuoksens huvudavrinningsområde.   Den ligger omkring 15 kilometer öster om S:t Michel och omkring 220 kilometer nordöst om Helsingfors. 
Valkjärvi ligger väster om Alajärvi. 